# Silniční most č. 312-006
Silniční most č. 312-006 je obloukový železobetonový most, který překlenuje hladinu vodní nádrže Pastviny v katastrálním území Pastviny u Klášterce nad Orlicí v okrese Ústí nad Orlicí. V roce 1994 byl Ministerstvem kultury České republiky prohlášen za kulturní památku ČR.

## Historie
S výstavbou vodní nádrže Pastviny na řece Divoká Orlice byl postaven silniční most spojující obec Pastviny s protějším břehem s hlavní pláží a rekreačními objekty. Most se nachází v přírodním parku Orlice a vede přes něj silnice II/312. Byl postaven podle projektu technického rady Ing. Dr. Zdeňka Proška, stavební část provedla firma J. V. Velflík z Prahy. Základní kámen byl položen 13. června 1932, stavební práce byly ukončeny v roce 1934 a po zátěžových zkouškách byl dán do provozu v roce 1936. V roce 1994 byl prohlášen za kulturní památku ČR.
V období září 2016–červenec 2017 byla provedena obnova mostu firmou MADOS MT Kostelec nad Orlicí.

## Popis
Železobetonový most s přímou deskou mostovky má dva segmentové oblouky ukotvené ve středovém pilíři a dvou nábřežních opěrách. Celková délka mostu je 122,4 m, rozpětí oblouků je 42,5 m, vzepětí oblouků je 8,25 m, šířka mostu je sedm metrů (silnice je pět metrů, šířka chodníků po stranách je 1,2 m). Mezi mostovkou a oblouky jsou svislé betonové vzpěry. Nábřežní opěry jsou obloženy žulovými kvádry, ostatní konstrukce má slabou cementovou omítku. Mostovka má římsy z železobetonu s žulovými obrubníky a dlažbu z žulových kostek. Na středním pilíři a nábřežních opěrách jsou železobetonové poprsní zdi. V římse vozovky je osazeno nýtované ocelové zábradlí. K mostu byly nově vybudovány přípojné komunikace v celkové délce 354 m. Na mostě jsou monolitické sloupy elektrického veřejného osvětlení.